# John Oddo
John Oddo (* 1953; † 2. April 2019) war ein US-amerikanischer Jazzmusiker (Piano, Keyboard, Synthesizer, Arrangement, Komposition).

## Leben und Wirken
Oddo studierte an der California State University, mit dessen Ensemble 1978 erste Aufnahmen entstanden; anschließend erwarb er den Master in Jazz Studies an der Eastman School of Music. In den frühen 1980er-Jahren arbeitete er als Musiker und Komponist bei Woody Herman and His Orchestra, zu hören auf Alben wie Live at Concord Jazz Festival (1981). Ab 1983 war Oddo 18 Jahre lang vorwiegend als Musiker, Arrangeur und musikalischer Leiter für Rosemary Clooney tätig; außerdem spielte er mit Ed Bickert, Michael Feinstein und Gary Foster, ferner mit Tony Bennett, Ray Charles, Joe Williams, Stan Getz, Bob Hope, Maureen McGovern, John Pizzarelli, Diane Schuur, Toni Tennille und Linda Ronstadt, in den 2000er-Jahren mit der Sängerin Linda Eder.
Im Bereich des Jazz war Oddo zwischen 1978 und 2014 an 33 Aufnahmesessions beteiligt. Als musikalischer Leiter, Arrangeur und Pianist arbeitete Oddo auch mit Debby Boone, Christine Ebersole, Melissa Errico, Barbara Cook, Cheyenne Jackson, Maureen McGovern, David Hyde Pierce und James Naughton; in weiteren Projekte war er als Komponist und Performer für die PBS-Sendung Showtime Our Town unter der Regie von James Naughton tätig, u. a. mit Paul Newman, sowie als Dirigent, Pianist und Arrangeur des NBC-Specials Scott Hamilton & Friends. Er war auch für vier Präsidenten im Weißen Haus aufgetreten.